# The Wellingtons
The Wellingtons var en amerikansk sånggrupp som framförde folkmusik. De är mest kända för att ha framfört signaturmelodier till olika TV-serier från 1950-talet och 1960-talet.
The Wellingtons startades av George Patterson, och de kallade sig ursprungligen för The Lincolns. Med i gruppen fanns även Kirby Johnson och Ed Wade. Som The Lincolns fick de skivkontrakt av Kapp Records. När de bytte namn till The Wellingtons så fick de även byta skivbolag. Walt Disney gav dem kontrakt för att spela in en signaturmelodi till The Wonderful World of Color. De spelade även in många andra singaturmelodier åt Disney, exempelvis låten The Ballad of Davy Crockett till serien Davy Crockett.
The Wellingtons spelade in den första versionen av The Ballad of Gilligan’s Isle, som användes till den första säsongen av Gilligan's Island. Låten blev en hit, och det var även den sången som blev det stora genombrottet för The Wellingtons. Gruppen fick även gästspela i ett avsnitt från säsong två, där de spelar ett rockband vid namn The Mosquitoes.
The Wellingtons medverkade även i flitigt i musikprogrammet Shindig!, där de både framförde egna låtar och kompade andra artister som gästade serien.
The Wellingtons har även medverkat på många inspelningar av andra artister, exempelvis Jan and Dean.
Gruppen turnerade med Donald Ó’Connor under drygt sex år, och de har även turnerat med The Supremes och Stevie Wonder.